# Spezialeinsatzkommando

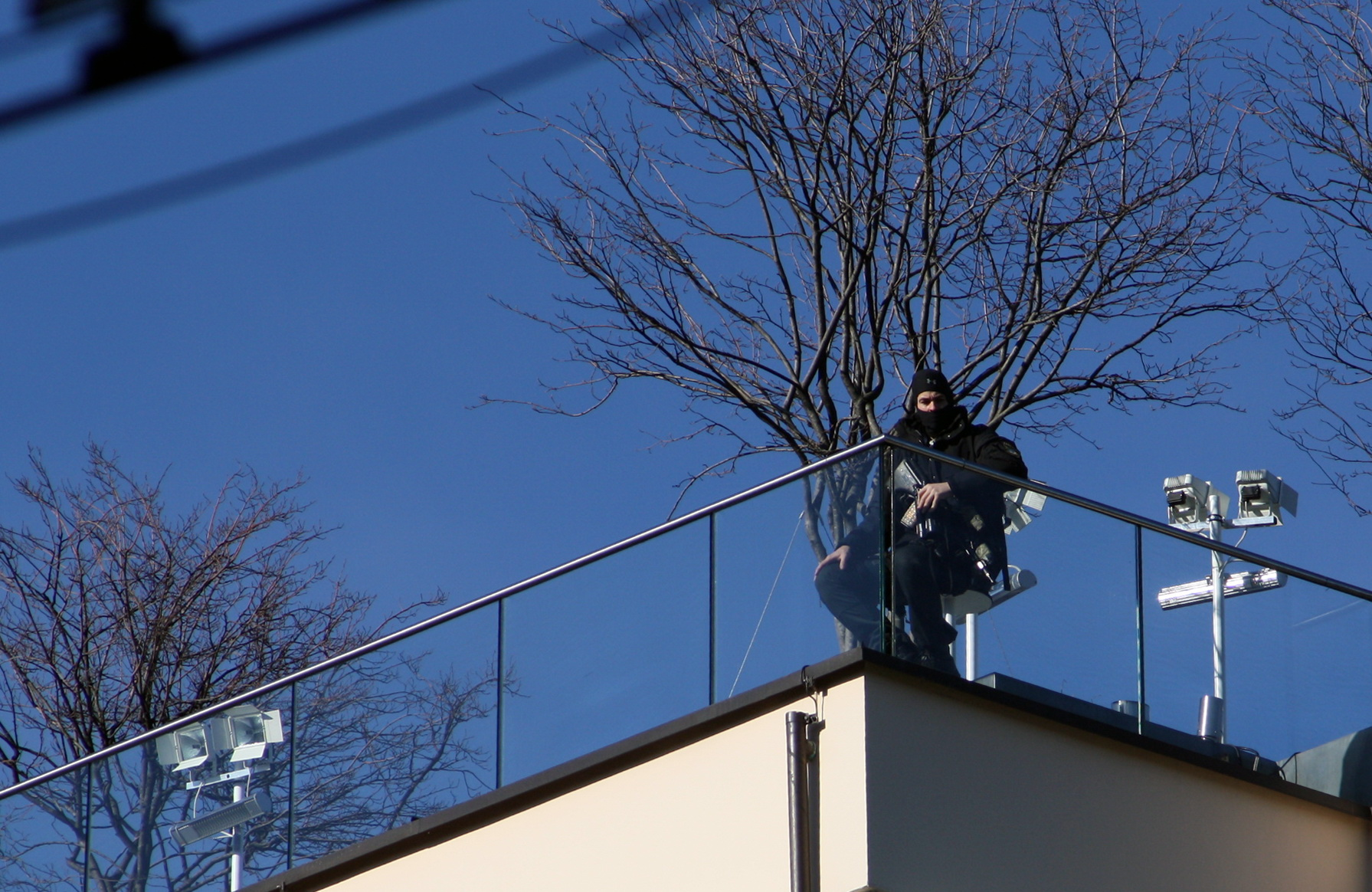
SEK-Beamter auf einem Dach

Ein Spezialeinsatzkommando (SEK) ist eine Spezialeinheit der Landespolizei in Deutschland. Die Polizei jedes Bundeslandes verfügt über mindestens ein SEK. Entsprechungen auf Ebene des Bundes sind die 1972 gegründete GSG 9 der Bundespolizei sowie die 1994 ins Leben gerufene Zentrale Unterstützungsgruppe Zoll (ZUZ) der Zollverwaltung. Hervorgegangen sind die SEK aus den Präzisionsschützenkommandos. Das SEK Baden-Württemberg gehört als einziges SEK dem Atlas-Verbund europäischer Polizei-Spezialeinheiten an.
Obwohl früher auch im amtlichen Sprachgebrauch Sondereinsatzkommando verwendet wurde, wird es heute nur noch umgangssprachlich verwendet, da der Begriff wegen des Sondereinsatzkommandos Eichmann der SS belastet ist.

## Aufgaben

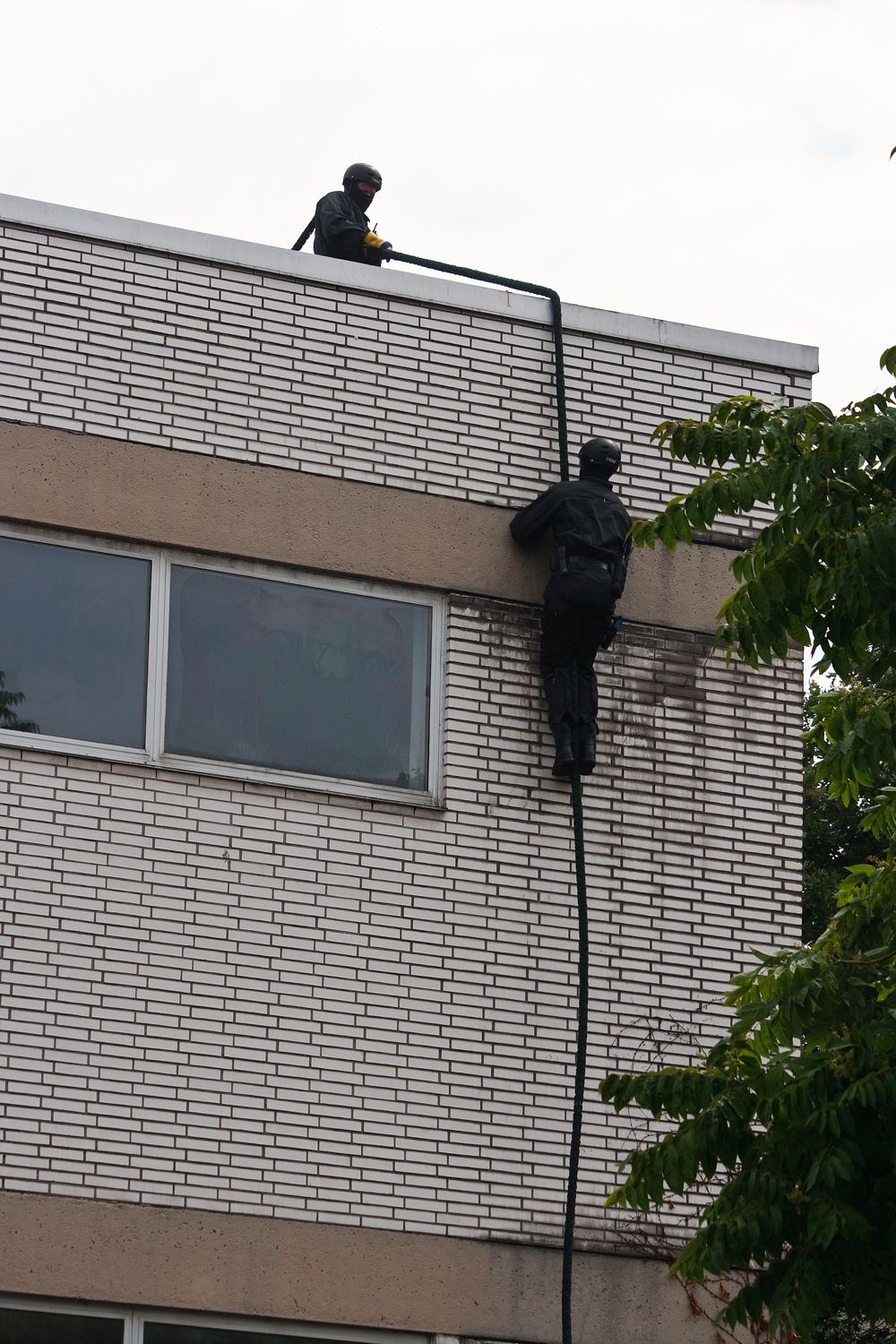
SEK-Beamte beim Abseilen an einer Häuserwand (Bild zeigt eine Übung)

SEK-Beamte sind für Terrorismusbekämpfung, Geiselbefreiung und Zugriffe ausgebildet. Sie kommen bei besonderen Gefährdungslagen sowohl präventiv (zum Beispiel zum Schutz bei Staatsbesuchen), als auch operativ (auf Anforderung regulärer Polizei) zum Einsatz und sind ungefähr mit den SWAT-Teams der US-amerikanischen Polizei vergleichbar.
Öffentlichkeitswirksame SEK-Einsätze finden häufig im Rahmen von Geiselnahmen oder bei brisanten Entführungsfällen statt. Derartige Einsätze machen jedoch nur einen geringen Teil des SEK-Alltags aus. Die meisten Einsätze finden in den Medien und der Tagespresse kaum Erwähnung. Dies sind zum Beispiel die Vollstreckung von Haftbefehlen, die Verhinderung von Suizidversuchen oder die Begleitung von Gefangenentransporten. Es werden auch Razzien im Bereich der organisierten Kriminalität vorgenommen. Zum Aufgabengebiet gehören weiterhin Personen- und Zeugenschutz.
Das SEK wird auch zur Räumung von Waldbesetzungen eingesetzt, zum Beispiel 2018 im Hambacher Forst und 2020 im Dannenröder Wald.

## Organisation
Das SEK kann organisatorisch der Bereitschaftspolizei, dem Innenministerium oder auch einer großen überörtlichen Polizeidienststelle (Präsidien usw.) angegliedert sein. In den meisten Ländern jedoch verstärkt sich die Tendenz, die SEK den Landeskriminalämtern (LKA) anzugliedern, möglichst gemeinsam mit den Mobilen Einsatzkommandos (MEK). Die innere Organisation der SEK ist von Land zu Land unterschiedlich, sie umfassen dabei zwischen 40 und 70 Beamte, die sich auf verschiedene Einsatzgruppen verteilen.
Manche Länder orientieren sich dabei an regionalen Kriminalitätsschwerpunkten. So haben beispielsweise Nordrhein-Westfalen und Rheinland-Pfalz SEK in mehreren größeren Städten eingerichtet, während in Bayern und Hessen zwei Einheiten existieren, die jeweils für die Nord- und die Südhälfte des Landes zuständig sind. Flächenländer mit vergleichsweise geringer Gewaltkriminalität wie Brandenburg haben hingegen ein zentrales SEK eingerichtet, häufig in der Landeshauptstadt.
In allen Bundesländern zählen auch die Mobilen Einsatzkommandos (MEK) und die Verhandlungsgruppen zu den Spezialeinheiten. Eine Verhandlungsgruppe besteht aus speziell geschulten Polizeibeamten, die in besonderen Lagen als Sprachführer der Polizei gegenüber der Zielperson auftreten. Die MEK arbeiten sehr eng mit dem SEK zusammen und sind spezialisiert auf Observationen.

## Rekrutierung und Ausbildung

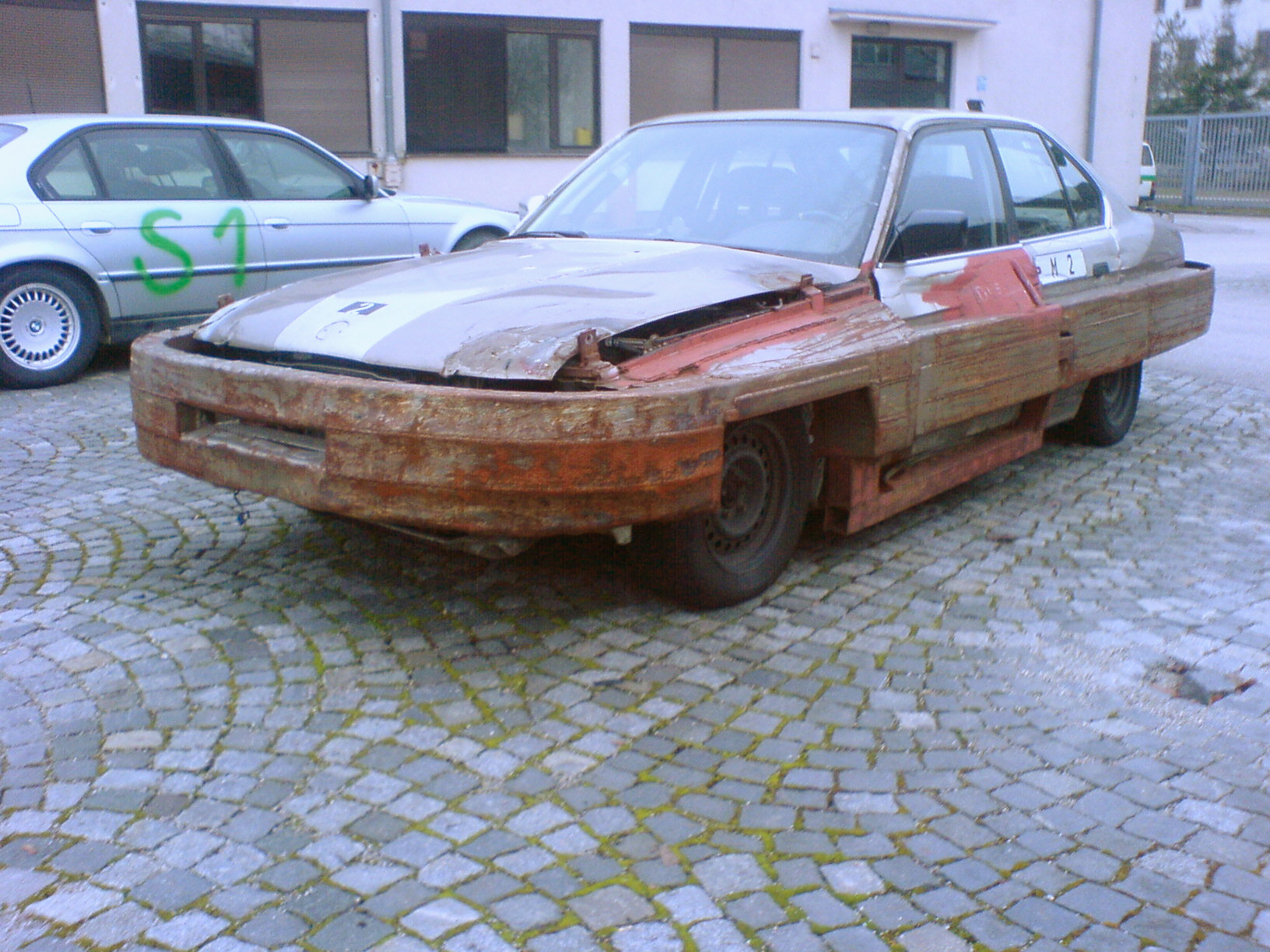
Übungsfahrzeug von Sondereinheiten zum Rammen/Anhalten von KFZ

Die Mitglieder eines SEK sind speziell ausgebildete und intensiv trainierte Polizeibeamte. Beim SEK finden nur Polizeibeamte Verwendung, die sich einem schwierigen Auswahlverfahren stellen mussten, um in die Spezialeinheit aufgenommen zu werden. Gängig ist eine Altersbegrenzung zwischen 23 und 34 Jahren für die Bewerber. Frauen und Männer können gleichermaßen den Einsatzkommandos beitreten, wenngleich sehr wenige Frauen im SEK dienen. Durch die organisatorische Zusammengehörigkeit von SEK und MEK im Land Hamburg gibt es hier einen höheren Frauenanteil.
Das Anforderungsprofil setzt nicht nur auf eine überdurchschnittliche körperliche Kondition, sondern auch auf Charakterstärke, hohe Sozialkompetenz, Urteilsvermögen und Stressresistenz.
Der Aufnahmetest gliedert sich in physische und psychische Tests. Verbreitet ist auch ein Stressbelastungsgespräch, bei dem der Bewerber einem Gremium, bestehend aus einem Psychologen, einem erfahrenen Mitglied der Einheit, sowie vielerorts dem Kommandeur und seinem Stellvertreter, gegenübersitzt.
Nach dem bestandenen Test folgt eine mehrmonatige Spezialausbildung, in der vor allem körperliche und psychische Belastbarkeit, aber auch das Eindringen in Gebäude, Fahr- und Klettertraining, Kampfsport sowie umfassende Schießfertigkeiten trainiert werden. Hierbei werden die SEK-Anwärter gezielt an die Grenzen ihrer körperlichen und psychischen Leistungsfähigkeit gebracht.
Mitglieder eines SEK bekommen einen Gefahren- oder Erschwerniszuschlag von etwa 150–250 € pro Monat zu ihren Bezügen, wenngleich für sie andere Zulagen wegfallen können.
Je nach Land müssen die Beamten die Zugriffskräfte eines SEK beim Erreichen einer Altersgrenze, die bei etwa 45 Jahren liegt, wieder verlassen.

## Kontroversen bei einzelnen Einheiten
Bei der Kölner SEK-Einheit soll es immer wieder große Disziplinlosigkeiten gegeben haben. Pressemeldungen zufolge wurden Hubschrauber für Privatausflüge verwendet und Rekruten gequält. Ein Beamter sagte gegenüber der Presse, er sei tagelang gefesselt gewesen und ihm sei gewaltsam Bier eingeflößt worden. Der Professor für Polizeiwissenschaften Rafael Behr bestätigte, dass Polizei-Spezialeinheiten teils archaische und teils brutale Aufnahmerituale vollziehen. Die Einheiten führten auch ein gewisses Eigenleben. Wer die Praktiken nicht mittrage und sich an die Öffentlichkeit wende, riskiere, so Behr, von der Spezialeinheit ausgeschlossen zu werden.
Im Sommer 2015 hat der damalige Polizeipräsident Wolfgang Albers in Abstimmung mit NRW-Innenminister Ralf Jäger angeordnet, das „Spezialeinsatzkommando 3“ der Kölner Spezialeinheiten nach Mobbingvorwürfen vollständig aufzulösen. Zuvor war öffentlich bekannt geworden, dass dessen Mitglieder junge Kollegen gequält haben sollen. Die Vorwürfe hatten keine strafrechtlich relevante Bedeutung, die Staatsanwaltschaft stellte die Ermittlungen gegen die SEK-Beamten ein. Auch disziplinarrechtlich erwiesen sich die Vorwürfe als haltlos. Der Schaden für Albers war enorm, weil er sich so bei weiten Teilen der Kölner Beamten als Dienstvorgesetzter diskreditiert hatte.
Am 10. Juni 2021 gab Hessens Innenminister Peter Beuth bekannt, das SEK Frankfurt vollständig aufzulösen und durch einen Expertenstab neu strukturieren zu lassen. 20 Beschuldigte sollen Volksverhetzung betrieben und in Chatgruppen vor allem in den Jahren 2016 und 2017 Nazisymbole, Hitlerbilder, Hakenkreuze und Beleidigungen gegen Asylsuchende versendet haben. Drei Dienstgruppenleitern wird Strafvereitelung im Amt vorgeworfen, da sie dem Treiben zusahen und nicht eingriffen. Im Rahmen einer Ermittlung gegen einen SEK-Beamten wegen des Verdachts der Kinderpornografie waren auf beschlagnahmten Mobiltelefonen, Festplatten und einem Laptop nicht nur kinder- und jugendpornografisches Material, sondern auch die genannten Chatgruppen gefunden worden. Die Deutsche Polizeigewerkschaft hat die Auflösung als nicht verhältnismäßig kritisiert.

## Ausrüstung

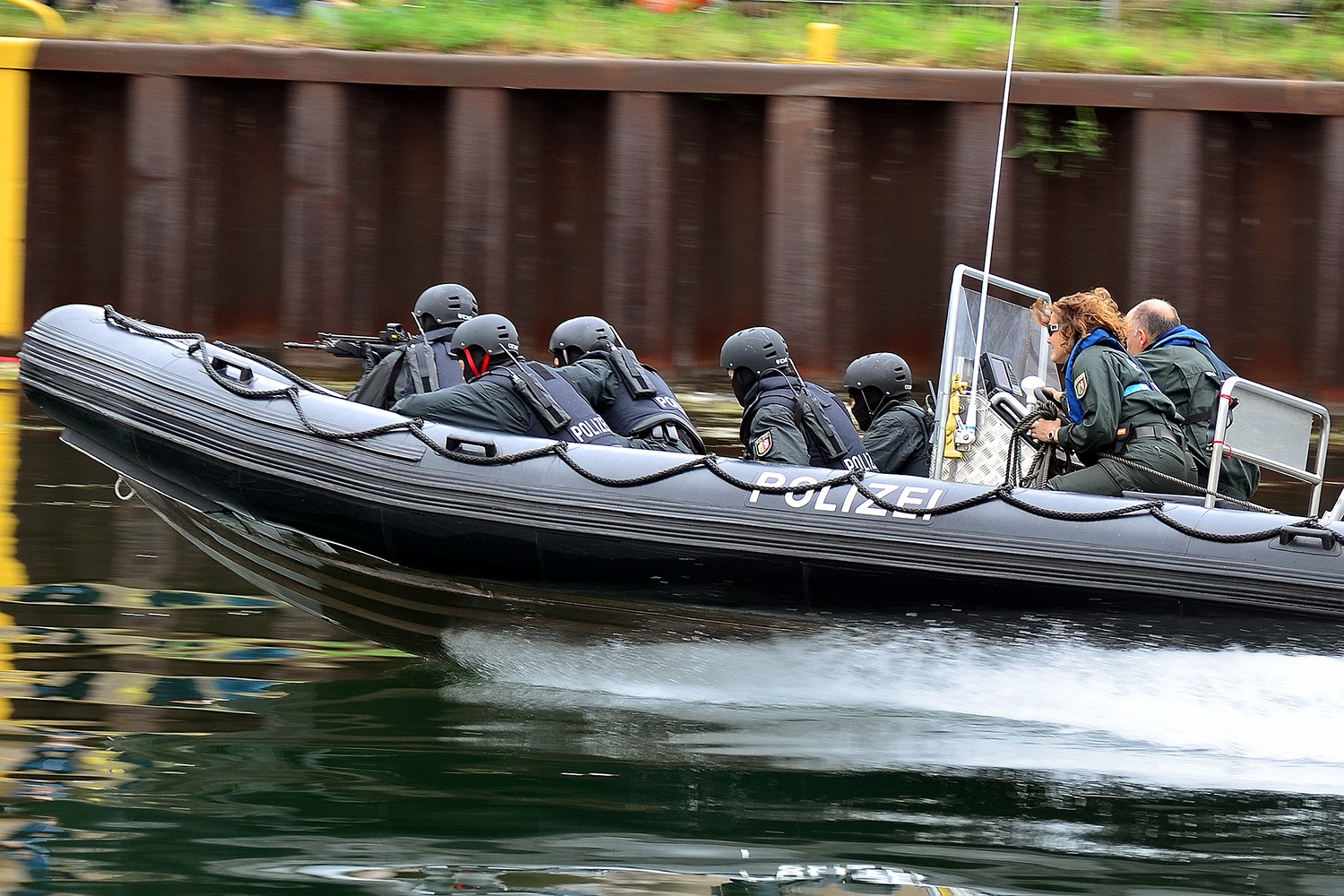
SEK-Angehörige in einem RIB (Festrumpfschlauchboot, Bild zeigt eine Übung)

SEK haben gegenüber der Streifenpolizei eine erweiterte Ausrüstung, die zum Beispiel aus einer bis zu 15 kg schweren beschusshemmenden Weste mit Stichschutz, einer Sturmhaube und einem ballistischen Helm besteht. Zur Taschenausrüstung gehören teilweise eine Atemschutzmaske, ein Funkgerät, eine Uhr und ein Mehrzweckmesser. Verbreitet sind Pistolen der Hersteller Glock, Sig-Sauer, Heckler & Koch und Walther (zum Beispiel Walther P99). Daneben werden häufig Maschinenpistolen wie die HK MP5 und die HK MP7 genutzt. Auch Sturm- und Scharfschützengewehre, wie das Steyr AUG beim SEK Südbayern, werden vorgehalten. Repetierflinten dienen mit Sondermunition zum Öffnen von Türen, aber auch mit Flintenlaufgeschossen gegen einen bewaffneten Straftäter mit Schutzweste. Außerdem verfügen die Einheiten über weitere Ausrüstungsgegenstände wie ballistische Schutzschilde, Elektroimpulsgeräte und Explosivmittel zum Eindringen in Gebäude.

## Geschichte und Einsätze

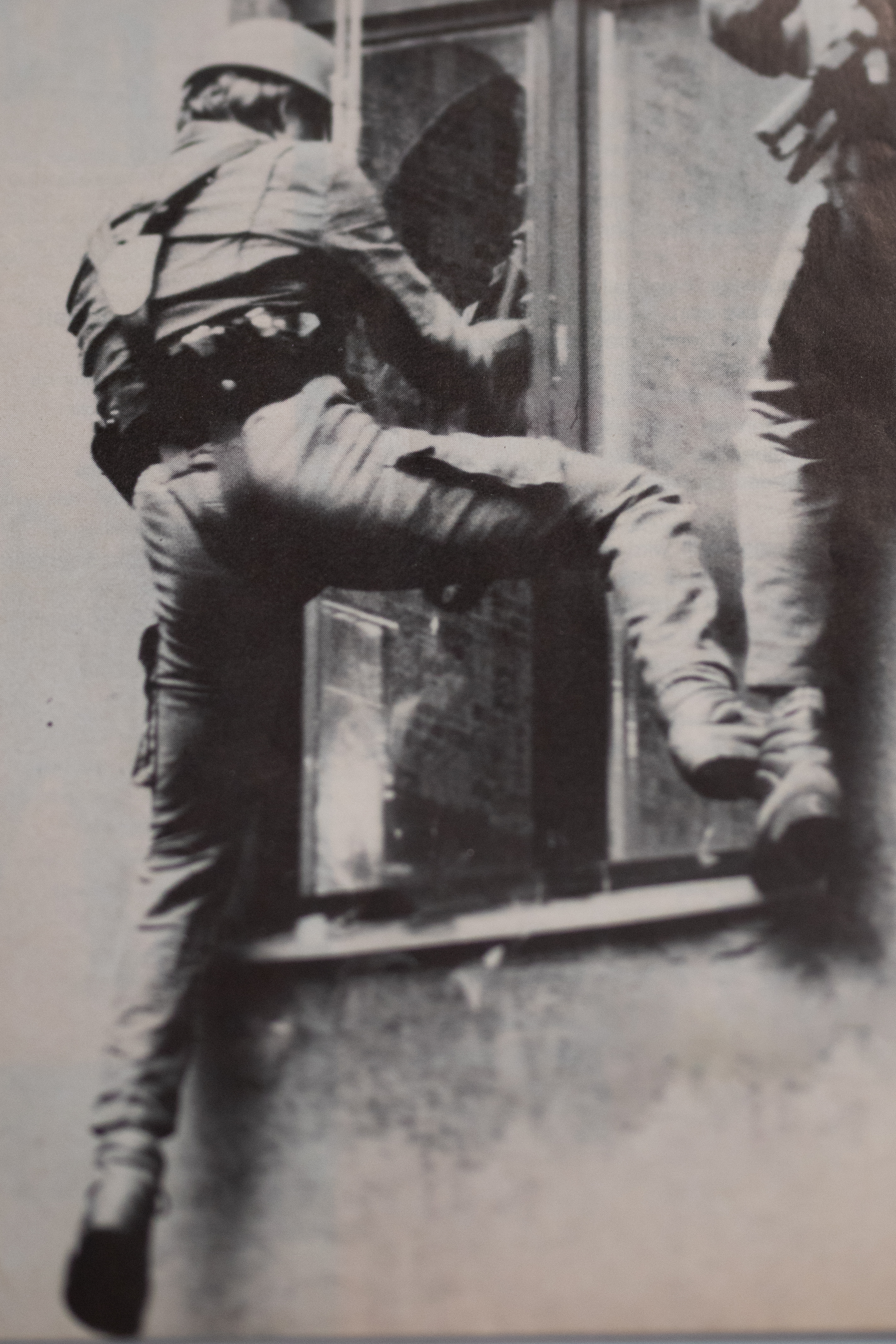
SEK-Übung der Polizei Berlin (1983)

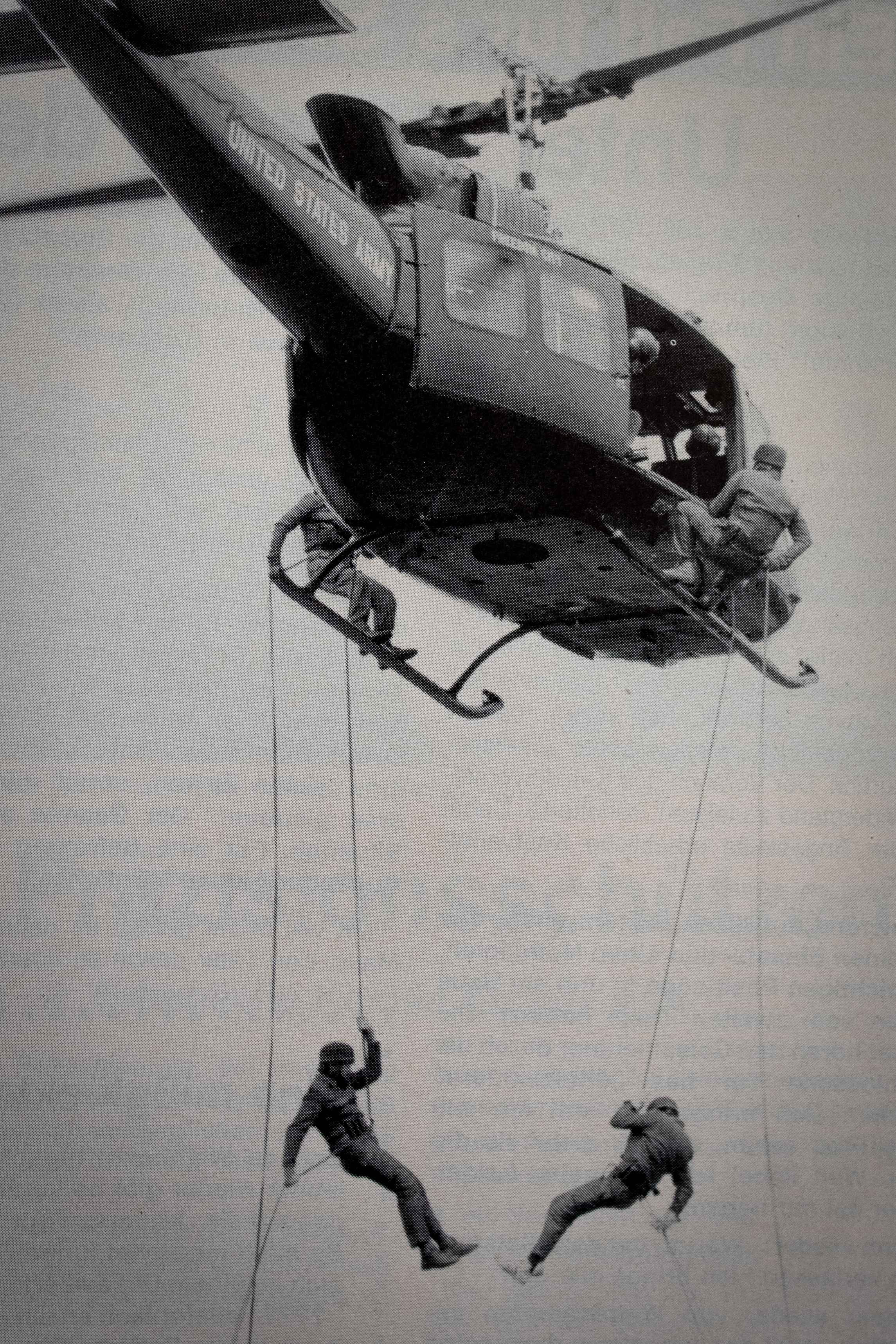
SEK-Übung der Polizei Berlin (1983)

SEK sind, wie auch die GSG 9 der Bundespolizei, nach dem terroristischen Anschlag während der Olympischen Spiele 1972 in München gegründet worden. In der Folge dieser Ereignisse beschloss die Ständige Konferenz der Innenminister und -senatoren 1974 das „Konzept für die Aufstellung und den Einsatz von Spezialeinheiten der Länder und des Bundes für die Bekämpfung von Terroristen“. Dieser Beschluss kann als die Geburtsstunde der Spezialeinheiten in Deutschland angesehen werden.
In früheren Jahren wurden SEK auch bei besonders gewalttätig verlaufenden Demonstrationen eingesetzt, allerdings haben sich seit den Auseinandersetzungen an der Baustelle der geplanten Wiederaufarbeitungsanlage Wackersdorf in den späten 1980er Jahren in diesem Bereich die Beweissicherungs- und Festnahmeeinheiten, in Bayern auch Unterstützungskommando (USK) genannt, etabliert.
1990 war das Berliner SEK im Rahmen der Räumung der Mainzer Straße im Einsatz. Die Tatverdächtigen im Polizistenmord von Holzminden 1991 nahm ein SEK fest. Bei den Amokläufen in Erfurt 2002, Emsdetten 2006 und dem Amoklauf von Winnenden und Wendlingen 2009 waren ebenfalls SEK im Einsatz.
Zu den bekanntesten Befreiungseinsätzen des SEK gehören das Gladbecker Geiseldrama im August 1988 oder die Kaperung eines Touristikbusses in Köln 1995.
Am 23. April 2003 wurde der Berliner SEK-Mann Roland K. bei einer Hausdurchsuchung erschossen. Ein weiterer SEK-Mann wurde angeschossen.
Der als Ausbrecherkönig bekannt gewordene Christian Bogner wurde am 30. Oktober 2004 gegen 9.40 Uhr durch Beamte des MEK aus Kiel sowie des SEK aus Eutin auf offener Straße in Lübeck festgenommen.
Im Rahmen von Ermittlungen wegen Auseinandersetzungen im Rotlichtmilieu wurde bei einer Hausdurchsuchung am 17. März 2010 ein rheinland-pfälzischer SEK-Beamter von einem Mitglied der Hells Angels durch eine geschlossene Wohnungstür angeschossen. Der Beamte erlag kurze Zeit später seinen Verletzungen. Da sich das SEK erst nach den Schüssen als Polizei zu erkennen gegeben und der Täter einen Mordanschlag der rivalisierenden Bandidos befürchtet hatte, wurde seine Verurteilung wegen Totschlags vom Bundesgerichtshof aufgrund irrtümlicher Notwehr (sog. Putativnotwehr) aufgehoben.
Im Frühjahr 2012 waren SEK insbesondere bei zahlreichen Einsätzen gegen Motorradclubs wie den Hells Angels und Bandidos im Einsatz.
Am 1. Dezember 2015 verbarrikadierte sich ein Mann (48) in seiner Wohnung in Erfurt, die zwangsgeräumt werden sollte. Er drohte mit Suizid. Nachdem das SEK in seine Wohnung eingedrungen war, ging er mit einem Handbeil auf die Einsatzkräfte los und verletzte einen Beamten schwer. Das SEK eröffnete daraufhin das Feuer. Der Mann wurde schwer verletzt und erlag später im Krankenhaus seinen Verletzungen.
Am 19. Oktober 2016 kam es bei einem Polizeieinsatz in Georgensgmünd und dem Versuch eines Spezialeinsatzkommandos der bayerischen Polizei, nach Entzug der Waffenbesitzkarte bei einem „Reichsbürger“ die im Haus gelagerten 31 Waffen zu beschlagnahmen, zu einem Schusswechsel, bei dem drei Polizisten verletzt wurden, einer davon tödlich.
Am 29. April 2020 kam ein Mitglied des Spezialeinsatzkommandos bei einer Hausdurchsuchung in Gelsenkirchen ums Leben, nachdem der Verdächtige zwei Schüsse durch die Tür abgefeuert hatte.
Zwischen Dezember 2019 und 2025 haben Spezialeinsatzkommandos in Nordrhein-Westfalen 17 Mal fälschlicherweise Wohnungsadressen gestürmt. Dies geht aus einer Kleinen Anfrage der FDP an den Landesinnenminister Nordrhein-Westfalens, Herbert Reul, hervor.